# Галітоз
Галіто́з (халітоз) — патологічний стан, симптом багатьох гастроентерологічних захворювань, хвороб ротової порожнини, тощо, при якому з'являється неприємний запах із рота. Може призводити до психологічних проблем, що пов'язано з ускладненим спілкуванням із людьми. Він з'являється тоді, коли виділяються особливі речовини — гідрид-сульфід, метилмеркаптан тощо. Їх виробляють бактерії, які переробляють протеїни під час прийому їжі.
Галітоз відомий щонайменше з Середньовіччя, про що свідчать літературні джерела тої епохи. Наприклад, поема «Бустан» перського поета Сааді містить оповідання про невільницю, яка відхилила любов халіфа Мамуна через те, що той мав неприємний запах з рота.

## Причини виникнення галітозу
- Ранкове дихання. Під час сну відбувається уповільнення вироблення слини, що знижує процес самоочищення ротової порожнини.
- Вік. З віком приплив слини поступово зменшується. Відповідно, у літніх людей галітоз буває частіше. У той час як немовлята, у яких виробляється багато слини, а бактерій у роті відносно мало, відрізняються чистим диханням.
- Гігієнічний стан ротової порожнини. Неприємний запах з рота виникає через життєдіяльність бактерій, які живуть на зубах та слизовій оболонці. Якщо не дотримується гігієна порожнини рота, то бактерії у великій кількості скупчуються на язиці, нальоті зубів і в яснах.
- Найчастіше неприємний запах може виникати через карієс, пульпіт, періодонтит, гінгівіт, різні форми стоматиту, підясенний і надясенний зубний камінь, зубну кістку та нерегулярне чищення зубів. Захворювання слизової, наприклад щелепної системи, також буде сприяти надмірному розмноженню мікрофлори.
- Пересихання ротової порожнини. Вона виникає при зниженні слиновиділення, під час сну з розкритим ротом, при вдиханні повітря через ротову порожнину, при вживанні алкоголю, при курінні і т. д.
- Короткочасний галітоз може спричинити прийом у їжу специфічних продуктів (часник, цибуля, кава).
- Галітоз може виникнути через захворювання дихальних шляхів, абсцеси легенів, захворювання носоглотки (риніт, тонзиліт, ангіна, грип, синусит), печінкову недостатність (виникає специфічний «рибний» запах), діабетичний кетоацітоз (солодкувато-фруктовий запах).
- Проблеми з шлунково-кишковим трактом— запах надходить зі стравоходу, здебільшого виникає при важких патологіях — при стравохідно-діафрагмальній грижі, шлунково-харчовому рефлюксі та пілоростенозі.[3]
- Відрижка, при якій виділяються запахи спожитої чи перетравленої їжі, особливо, відрижка при гіпоацидних станах, спричинених зниженням виділення соляної кислоти, що надає тухлого запаху газам при відрижці.
- Запах ацетону з'являється при цукровому діабеті або захворюваннях нирок з виникненням хронічної ниркової недостатності (нефроз, гломерулонефрит, пієлонефрит).

## Діагностика
За характером запаху нерідко можна визначити причину галітозу:
- Специфічний сірководневий запах може бути при гастриті чи пептичній виразці.
- Жовтуватий язик, гіркота в роті, неприємний гіркуватий запах може свідчити про проблеми з жовчним міхуром.
- Важкий гнильний запах з'являється при непрохідності кишечника та деяких видах дисбактеріозу.
- Кислуватий запах з рота може бути у людей з цукровим діабетом, панкреатитом, гастритом тощо.
- Запах ацетону часто відчувається при декомпенсованому цукровому діабеті, хронічній нирковій недостатності.
- Неприємний «мишачий аромат» виникає при захворюваннях печінки.[4]

## Лікування
В Україні розроблено два документа, що регламентують надання медичної допомоги пацієнтам з неприємним запахом з ротової порожнини:
- Клінічна настанова "ПОГАНИЙ ЗАПАХ З РОТА[5]" Державного експертного центра Міністерства охорони здоров’я України.
- Настанова 00148. "Неприємний запах з рота (галітоз)[6]" DUODECIM Medical Publications, Ltd.

### Галітофобія
Чверть людей які шукають професійної поради про поганий запах з рота, мають надмірні переживання з цього приводу, які називаються «галітофобія», обманний галітоз або прояв olfactory reference syndrome. Вони впевнені що мають поганий запах з рота, хоча не питали нікого про об'єктивну оцінку. Галітоз серйозно впливає на життя лише 0.5–1.0 % дорослого населення.

## Профілактика
Основні заходи з профілактики неприємного запаху з ротової порожнини:
- Чищення зубів 2 рази на день, не менше 3-х хвилин.
- Використання зубної нитки та спеціальної щітки для очищення язика.
- Контроль за зволоженість ротової порожнини (слина має антибактеріальні властивості). Щоб в роті не пересихало, достатньо по зубах провести язиком.
- Правильний вибір жуйки.
- Зменшення вживання червоного вина, м'яса, часнику та кави. Морква, м'ята та петрушка навпаки освіжають подих.